# Bajra
Barja (albanska: barja/barë, (serbiska: Bare,) är en by i Kosovo. Den ligger i kommunen Mitrovica. Enligt den senaste folkräkningen år 2011 fanns det 841 invånare.

## Demografi
| Demografi | 2011 |
| --------- | ---- |
| albaner   | 841  |